# Charles Rochussen
Charles Rochussen, né le 1er août 1814 et mort le 22 septembre 1894, est un illustrateur et graveur néerlandais.

## Biographie
Charles Rochussen nait le 1eraoût 1814 à Kralingen (nl). Il est le deuxième fils de Judith Bethlemine Charlotte Hubert et du riche homme d'affaires et collectionneur d'art Hendrik Rochussen (1779-1852), qui est lui-même dessinateur amateur d'un certain talent et qui posséde une vaste bibliothèque d'art et d'histoire. Son frère Henri Rochussen (1812–1889) est peintre. 
Alors qu'il est encore enfant, Charles montre un talent pour le dessin. Entre 1831 et 1834, il réalise des études d'oiseaux à l'aquarelle. Il est cependant décidé qu’il poursuivrait une carrière dans les affaires.
Il travaille quelques années dans un bureau avant de décider à 22 ans de se tourner vers la peinture. En 1837, il s'inscrit à l'académie de La Haye où il reçoit l'enseignement de Wijnand Nuijen. Il étudie peu avec lui en raison de la mort prématurée du peintre en 1839. Avec l'autre élève de Nuijen, Charles Leickert, il se montre négligent pou l'enterrement de son professeur. Il trouve un second professeur en la personne d'Anthonie Waldorp, un ami de Nuijen.
Après la mort de Nuijen, Rochussen s'installe dans le Brabant où il rencontre le peintre Johannes Tavenraat (nl), et dessine et peint divers paysages. Très tôt, il fait preuve d'un talent particulier pour dessiner des personnages et des paysages ; il dessine tout ce qu'il veut avec une grande facilité. L'illustration de livres devient sa spécialité ; il fait beaucoup d'eaux-fortes et de gravures.
Dès le « Kunstkronijk » de 1841-42, plusieurs lithographies de sa main sont publiées, telles que Bom[schuit] op het strand et De Veerpont. La première lithographie qu'il réalise est d’après sa propre aquarelle (1840) où l’on peut encore clairement voir l’influence de son maître Nuijen, notamment dans l’agitation et l’activité des personnages autour d’un bateau de pêche qui vient d’arriver. En 1840-1841, une édition du Gijsbrecht van Amstel (nl) de Vondel est publiée, illustrée de quatorze lithographies de Rochussen. À cette époque, il est rapidement surnommé un « véritable artiste touche-à-tout ». Il réalise de nombreuses peintures représentant l'histoire nationale, des scènes militaires, des scènes de ville et de plage, des parties de chasse et des courses de chevaux. Rochussen effectue plusieurs voyages à l'étranger, notamment en Allemagne, en France et en Belgique. 
Pendant son séjour à La Haye, qui dure jusqu'en 1843 (ou, selon certaines sources, jusqu'en 1846), Rochussen se lie d'amitié avec Sam Verveer (nl), « l'âme de la bande des peintres de La Haye », et avec Charles Leickert. Il met en couleur et il peint les personnages d'un tableau déjà réalisé par son ami Leickert. Tous deux partent pour Amsterdam en 1849 et y travaillent. 
Après un séjour de vingt ans à Amsterdam (de 1849 à 1869), il retourne à Rotterdam. Dans cette ville commerçante du XIXe siècle, Rochussen est une personnalité de premier plan. Ce notable de Rotterdam est un artiste et un concepteur (de défilés historiques, par exemple), ainsi qu'un administrateur de l'Académie des arts de Rotterdam et de diverses organisations dans le domaine culturel. 
Il meurt le 22 septembre 1894 à Rotterdam et est enterré au cimetière général de Crooswijk (nl). Toute sa vie, Rochussen resta célibataire 

## Style de peinture
Rochussen peignait des scènes historiques, notamment de nombreuses scènes de l'histoire nationale ; au début du XIXe siècle, ces peintures historiques étaient très appréciées. L'art devait ressembler à celui de l'Âge d'Or et avait pour mission de raconter une histoire, de préférence sur des événements de la guerre de Quatre-Vingts Ans. On disait parfois qu'à cette époque, on regardait l'art « avec les oreilles ». Pendant des décennies l'histoire du pays a été perçue comme Rochussen l'a mise sur toile. Plus tard, cependant, beaucoup ont trouvé son style de peinture trop moderne. Dans l'œuvre de Rochussen on peut également remarquer un bon sens de l'observation.
Plus tard dans sa vie il commença à peindre de manière plus libre, dans le style de l'impressionnisme naissant, comme cela est bien visible dans un petit panneau qu'il a probablement peint en extérieur en 1861 : La Promenade du dimanche après-midi. Rochussen vivait ainsi à la frontière de deux époques : celle qui tirait ses valeurs du passé et celle dans laquelle l'art tentait justement de se libérer des anciennes traditions. Jan Veth le qualifiera plus tard à juste titre de peintre ayant une « vision pré-impressionniste ». Rochussen fut aussi, entre autres, professeur du futur impressionniste urbain Breitner. 

## Galerie

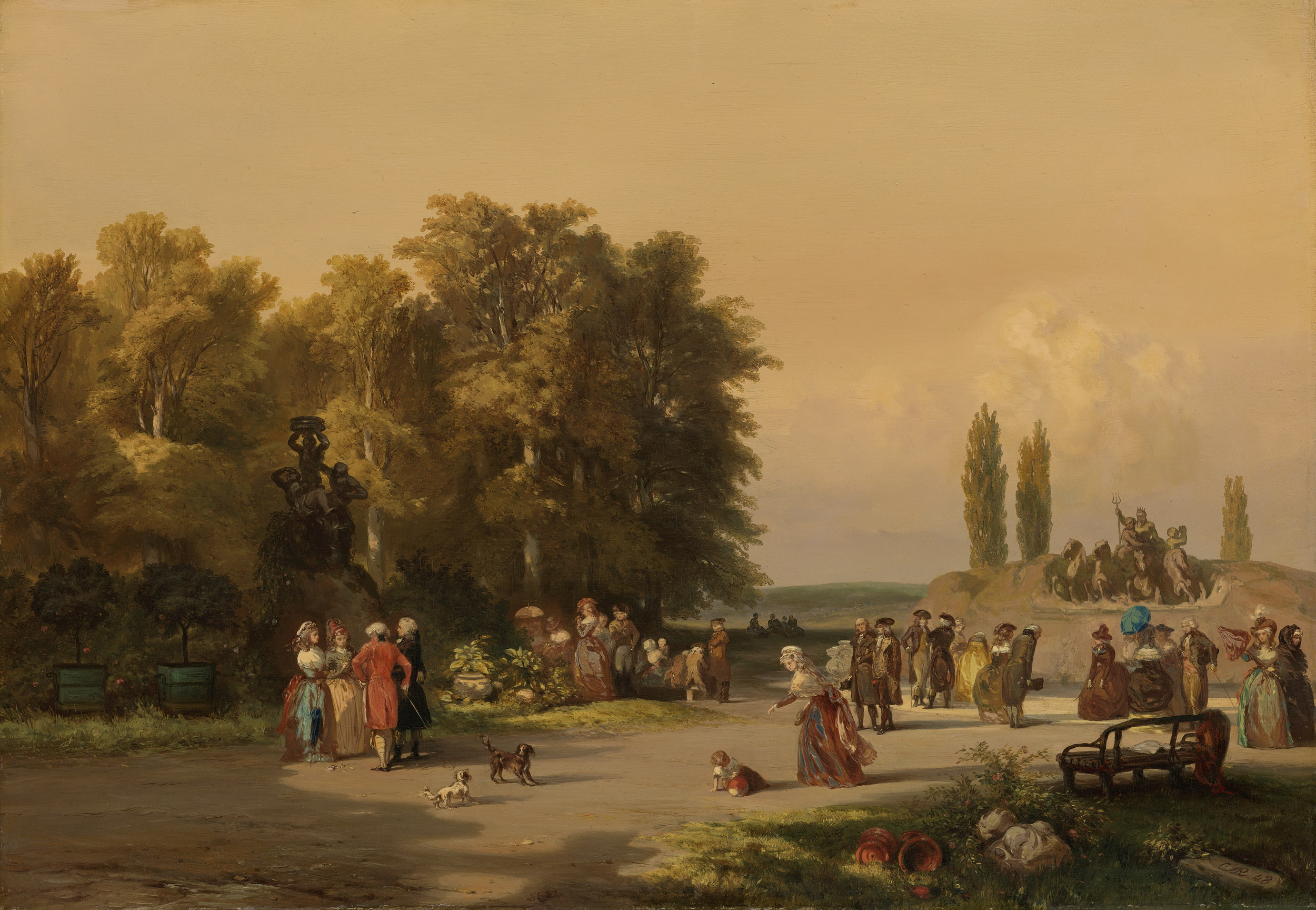
Park in de omgeving van Parijs, 1848, huile sur panneau, Rijksmuseum Amsterdam.
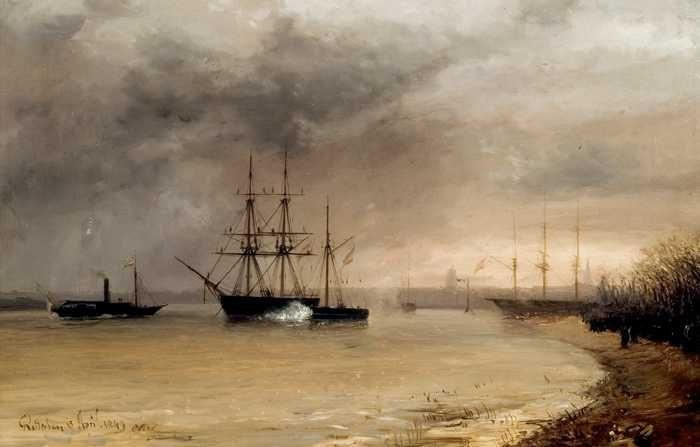
De aankomst van het lijk van Willem II in Rotterdam, 1849, huile sur panneau, Musée de Rotterdam
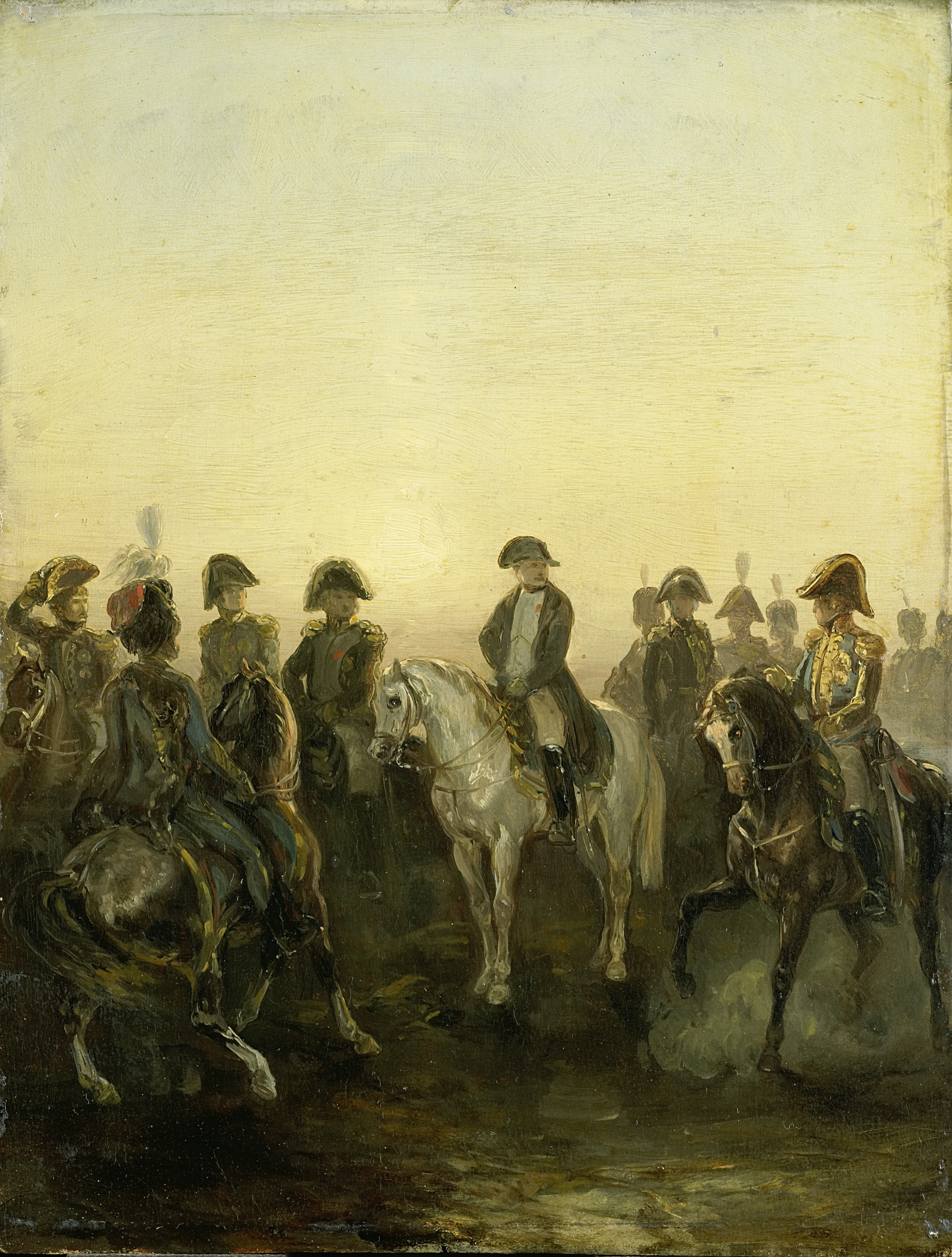
Napoleon met zijn staf, c. 1840-50, huile sur panneau, Rijksmuseum Amsterdam
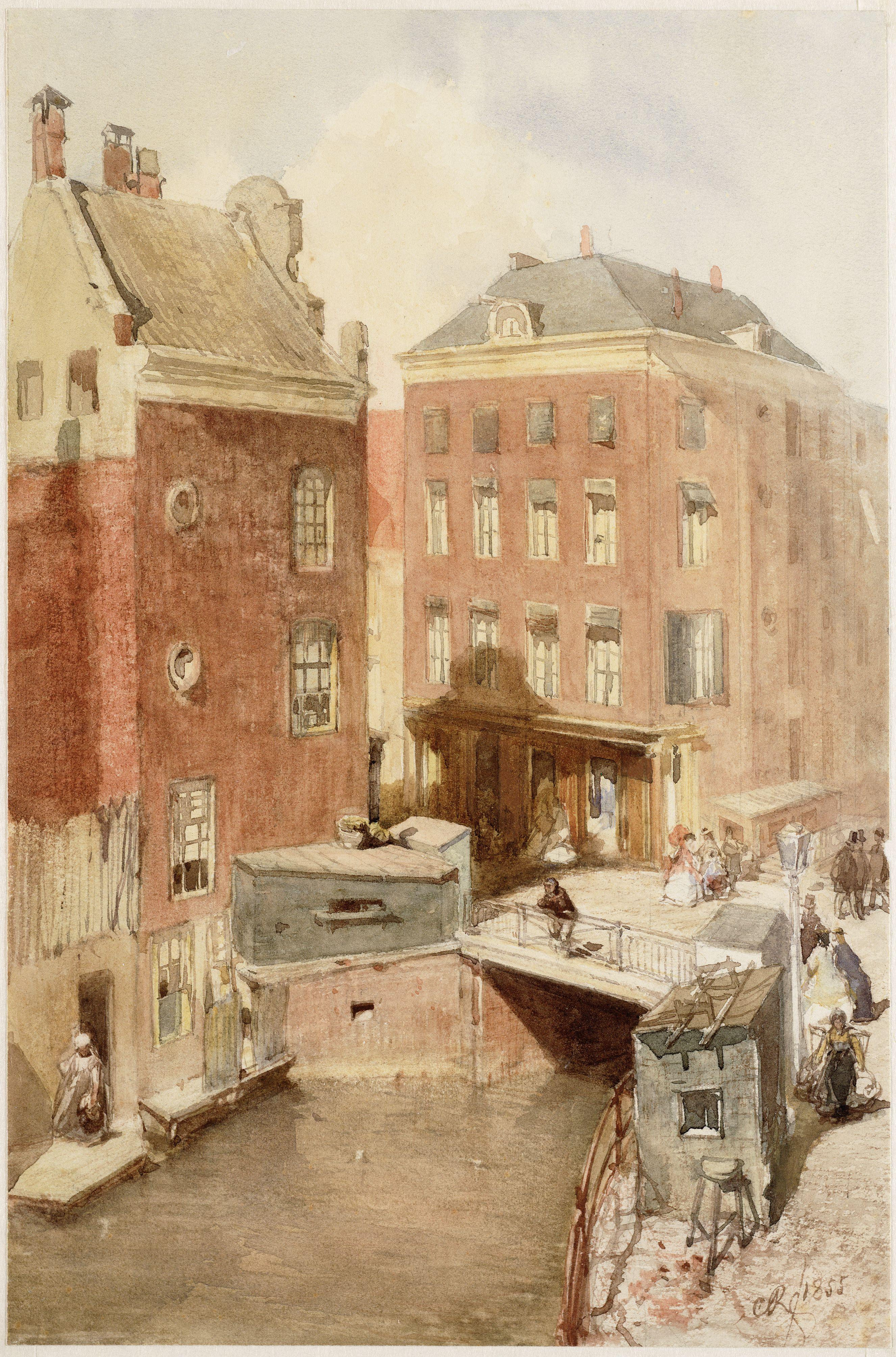
De Osjessluis (nl) in Amsterdam, 1855, aquarelle sur papier, Archives de la ville d'Amsterdam
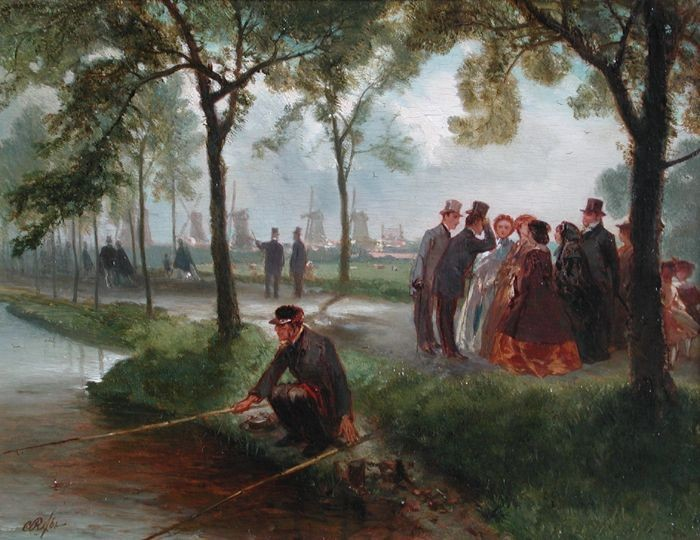
De zondagmiddagwandeling (anciennement : Schouw van Schieland), 1861, huile sur panneau, huile sur panneau
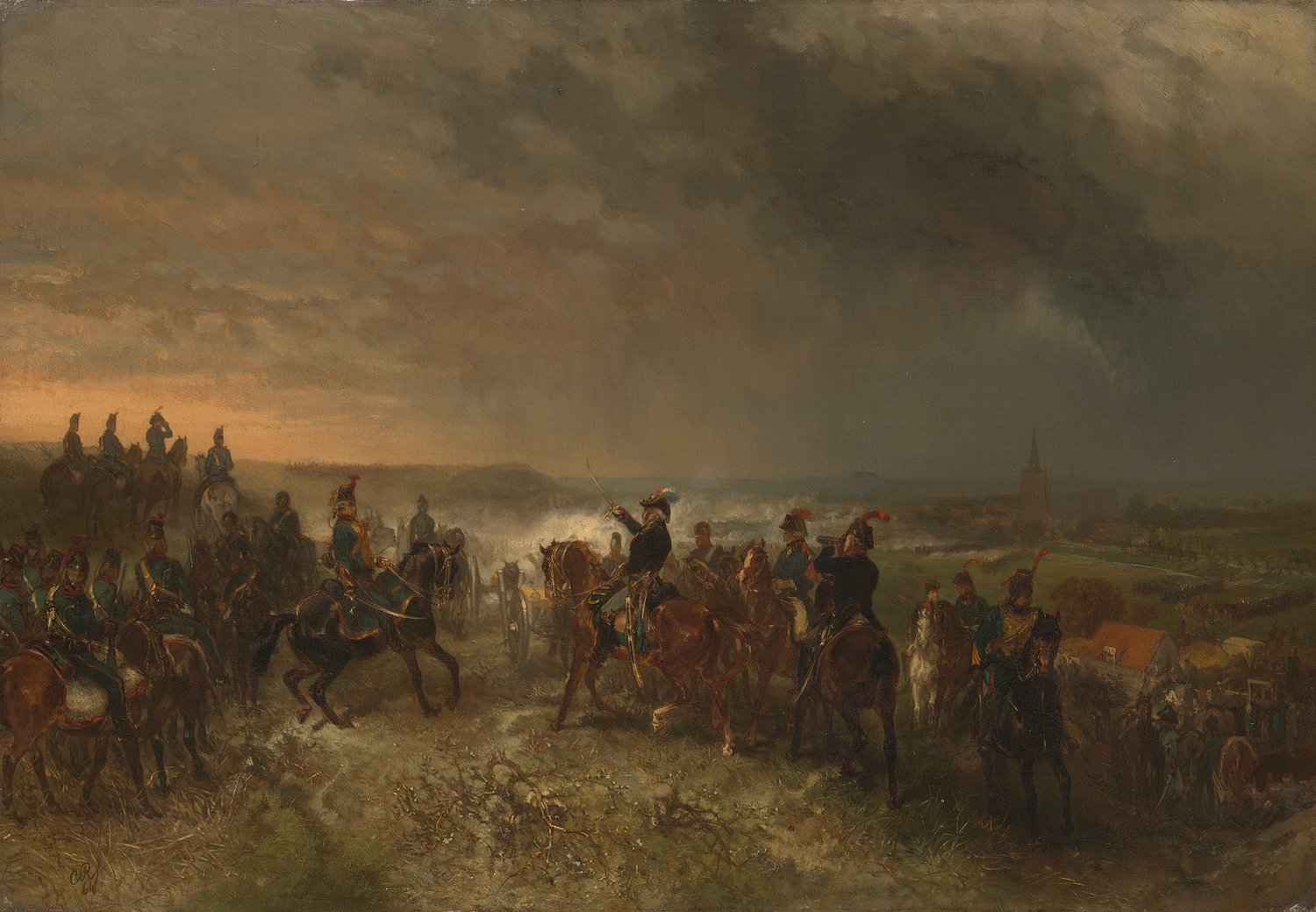
Slag bij Castricum, 1864, huile sur panneau, huile sur panneau
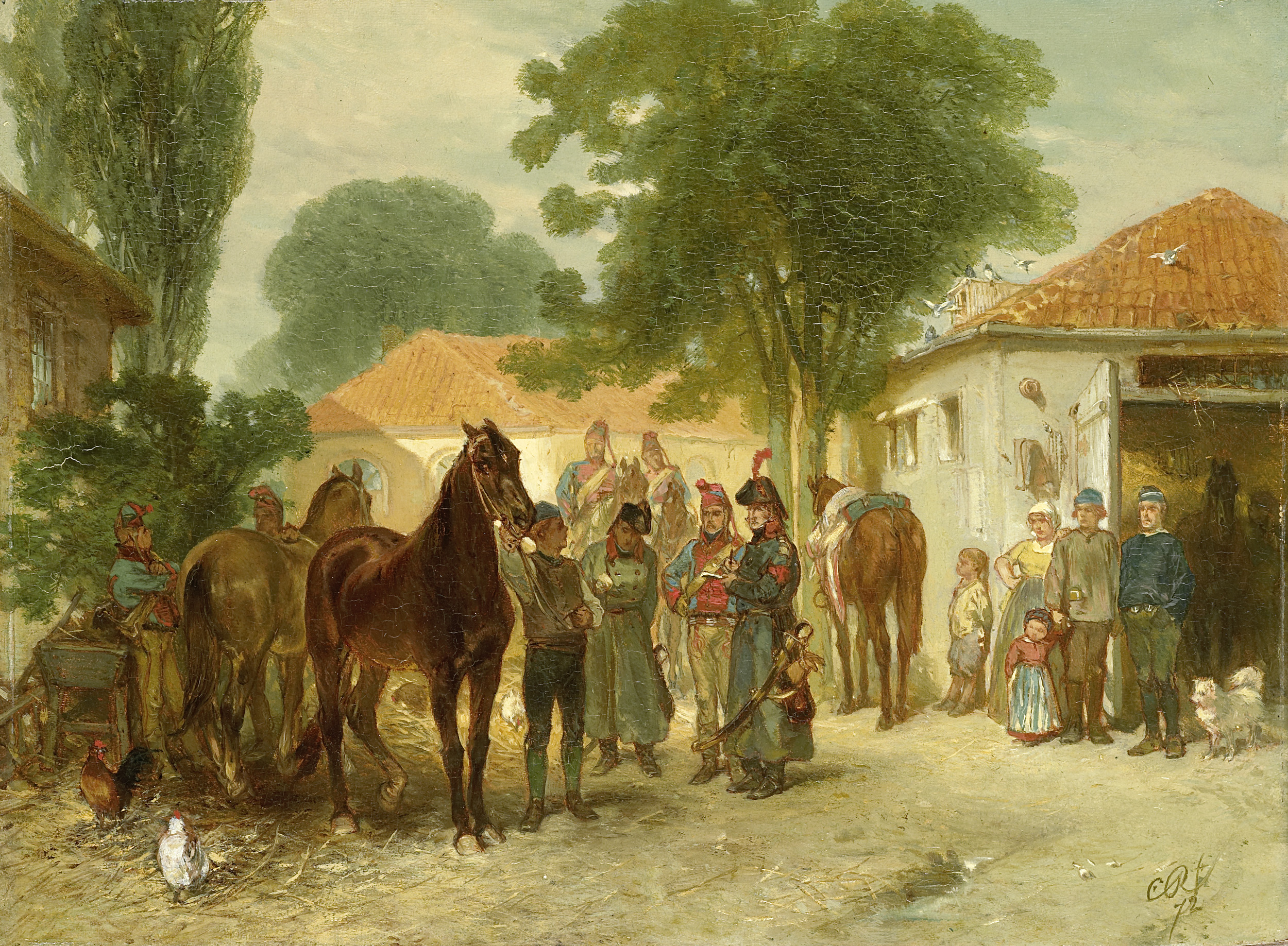
De Requisitie, 1872, huile sur panneau, Rijksmuseum Amsterdam
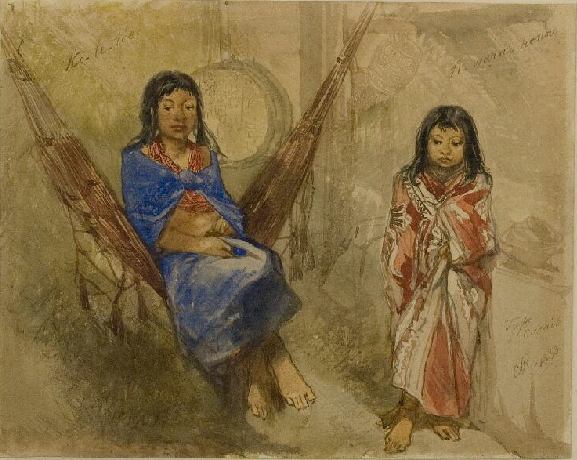
Surinaamse inlanders op de Internationale Uitvoerhandel tentoonstelling te Amsterdam, 1883, aquarelle sur papier, Wereldmuseum Rotterdam